# Crendal
Crendal (luxemburgisch Kréindelⓘ) ist eine Ortschaft in der Gemeinde Wintger, Kanton Clerf im Großherzogtum Luxemburg.

## Lage
Crendal liegt an der CR 332 im Ösling. Nachbarorte sind Trotten im Norden, Wintger im Osten und Heisdorf im Süden.

## Allgemeines
Crendal ist ein kleiner ländlich geprägter Ort und gehört seit dem 1. Januar 1977 zur Gemeinde Wintger und zählte zuvor zur Gemeinde Bögen.
Sehenswert ist die kath. Kirche St. Blasius, sie wurde um 1745 im Stil des Barock errichtet. Den Innenraum beherrschen die drei barocken Altäre.